# Cseke István (szerzetes)
Cseke István (Tseke István) (Sárvár, 1628. november 30. – 1679. március 28.) jezsuita rendi tanár.

## Élete
Vas vármegyében született. 20 éves korában lépett be a rendbe. 1656-ban Nagyszombatban tanulta a teológiát és több évig különböző helyeken tanította a retorikát, filozófiát, teológia moralist; a Rákóczi-udvarnál hunyt el, ahol nyolc évig lelkészi hivatalt viselt.

## Munkái
- Corona Sopho Basilica, S. Stephani protoregis Ungariae, et S. Stephani proto-martyris. Tyrnaviae, 1662 (névtelenül)
- Symbolum Philosophorum. Uo. 1663
- Memoria saeculorum gemini e Scythia Hungarorum egressus, carmine decantata. Cassoviae, 1666